# Ems-Oriental
Ems-Oriental (Oostereems, vroeger ook Ooster-Eems, Duits: Osterems) was een departement van het Eerste Franse Keizerrijk in Noord-Duitsland. Het werd gevormd op 1 januari 1811 en vernoemd naar de oostelijke tak van de rivier de Eems of de Oostereems. De hoofdstad was Aurich.
Het gebied omvatte het gebied van het departement Oost-Friesland van het voormalige koninkrijk Holland. Het departement was onderverdeeld in de volgende arrondissementen en kantons:
- Aurich, kantons: Aurich, Berum, Norden en Timmel.
- Emden, kantons: Emden, Leer, Oldersum, Pewsum en Stickhausen.
- Jever, kantons: Esens, Hooksiel, Jever, Rüstringen en Wittmund.

Bij volkstelling (census) van 1812 had het departement Oostereems 128.000 inwoners.
Na de nederlaag van Napoleon in 1814 werd het gebied verdeeld tussen het koninkrijk Hannover, waar het grootste deel in werd opgenomen, en het groothertogdom Oldenburg.
- Virtual International Authority File: 153364412
- WorldCat: E39PBJdx7wTmrjwDPB3K7kcByd